# Elijah Boardman

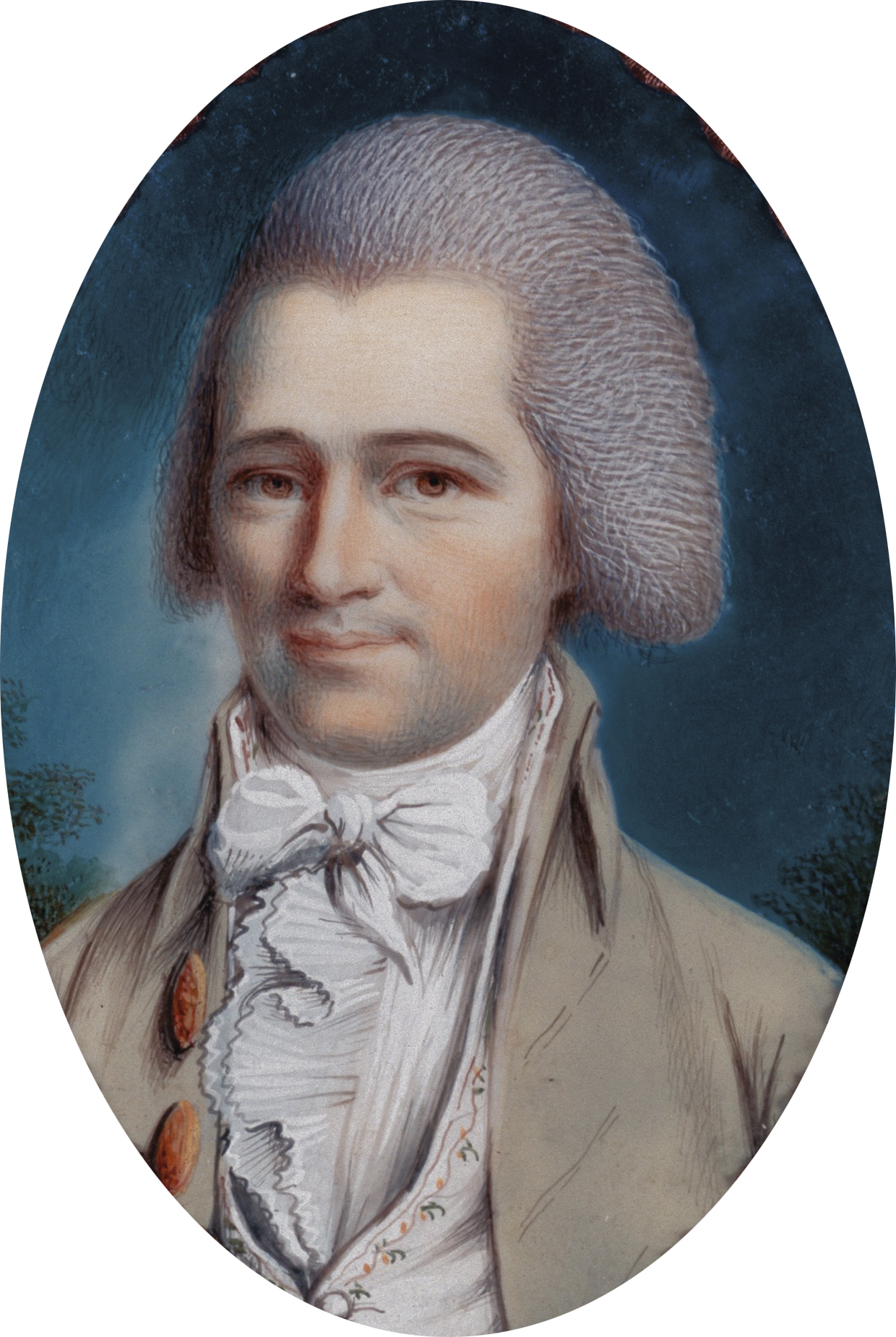
Elijah Boardman (1790)

Elijah Boardman, född 7 mars 1760, död 18 augusti 1823, var en amerikansk affärsman och politiker och ledamot av USA:s senat från Connecticut.

## Tidigt liv
Boardman var medlem av den episkopala kyrkan. Han föddes i New Milford i Connecticut, den tredje av fyra barn till diakon Sherman Boardman (1728–1814) och Sarah Bostwick Boardman (1730–1818). Hans far, som även var präst, var dessutom framgångsrik som jordbrukare, välutbildad och med goda politiska kontakter. Fadern valdes 21 gånger till Connecticuts parlament och hade kunskaper om såväl civila som militära händelser i staden. Familjen Boardman hade grundat staden och bodde på en stor gård vid Housatonicfloden.
I en biografi över hans fru stod det om Elijah Boardman att han hade ärvt många goda egenskaper av sin far och farfar, vilket han kombinerade med energin från sin mor och mormor. Han uppgavs också ge ett distingerat intryck och se bra ut. Elijah Boardman utbildades av privatlärare, inklusive utbildning i latin av kyrkoherden Nathaniel Taylor och i andra ämnen av sin egen mor i hemmet. Han tog värvning i den lokala milisen för att tjänstgöra i kriget i samband med amerikanska revolutionen som menig soldat i mars 1776, vid 16 års ålder.

## Kriget
Boardman tjänstgjorde under kapten Isaac Bostwick i ett av de första sexton regementen som sattes upp av Kontinentala kongressen under befäl av överste Charles Webb. Boardman förflyttades till Boston, men avdelades till New London och New York City, där han deltog vid slaget vid Long Island. Sedan de amerikanska revolutionärerna hade förlorat slaget och evakuerats, blev han sängliggande då han blivit sjuk med feber. Sex månader senare, med sergeants grad, reste han på en vagn tillbaka till New York, där han påträffades vid dålig hälsa av en vän till sin far, som skickade ett meddelande hem om att de skulle hämta honom. Under tiden fick Boardman avsked från armén.
Sommaren 1777 ledde Sir Henry Clinton brittiska styrkor via Fort Montgomery och fick Connecticuts milis att mobilisera. Boardman anslöt sig, till dess faran var över då general John Burgoyne kapitulerat. Efter detta avmobiliserades milisen igen. Återigen fri från sina militära plikter återupptog Boardman sina studier för John Hickling, en privatlärare som hans far hade anställt till familjen.

## Affärsman
År 1781 tog Boardman arbete som kontorist och handelsman. Han bodde i New Haven och tränade på att bli affärsinnehavare i en affär som tillhörde Elijah och Archibald Austin, innan han satte upp sitt eget bolag i sin hemstad New Milford senare samma år. Detta företag, som handlade med manufakturvaror, drev han tillsammans med sina två bröder  David och Daniel. Han reste mycket och besökte Ohio, där han grundade staden Boardman. Han blev porträtterad av konstnären Ralph Earl 1789 som en fint klädd manufakturgrosshandlare i sin affär i New Milford. Ralph Earls bästa serie tavlor porträtterade familjen Boardman. Boardman gifte sig med Mary Anna Whiting den 25 september 1792, och han byggde "Boardmanhuset" åt henne, som fortfarande står kvar i New Milford. Vid den här tiden hade han också öppnat en andra affär, utan att vara partner med sina bröder, som låg i Litchfield County och var designad av arkitekten William Sprats. Den 10 oktober 1794 föddes hans äldste son, William Whiting Boardman.
I september 1795 blev Boardman delägare i Connecticut Land Company och en markköpare i Connecticut Western Reserve - numera en del av norra Ohio - vilket gav Boardman och de övriga delägarna rätt till två städer där, en av dem under namnet Medina. Det område som från början avsattes för att skapa ett säte för ledningen av detta county kallades från början Mecca, men bytte namn när det upptäcktes att det fanns en närliggande stad som hette likadant. Boardmans fastighetsagent, Rufus Ferris Sr., blev den förste invånaren i Medina, Tillsammans med sina bröder hade Boardman på detta sätt ägare till mycket mark och blev en av dem som betalade högst skatt i staden.

## Politisk karriär
Boardmans första steg in i politiken är bevarade i ett brev till den dåvarande presidenten Thomas Jefferson den 8 juni 1801. Han bifogade en predikan av kyrkoherden Stanley Griswold vid kyrkan i New Milford, som behandlade den nye presidenten som ett exempel på hur ont kan överkommas av gott. Jefferson svarade senare med en utvecklad kritik av predikan.

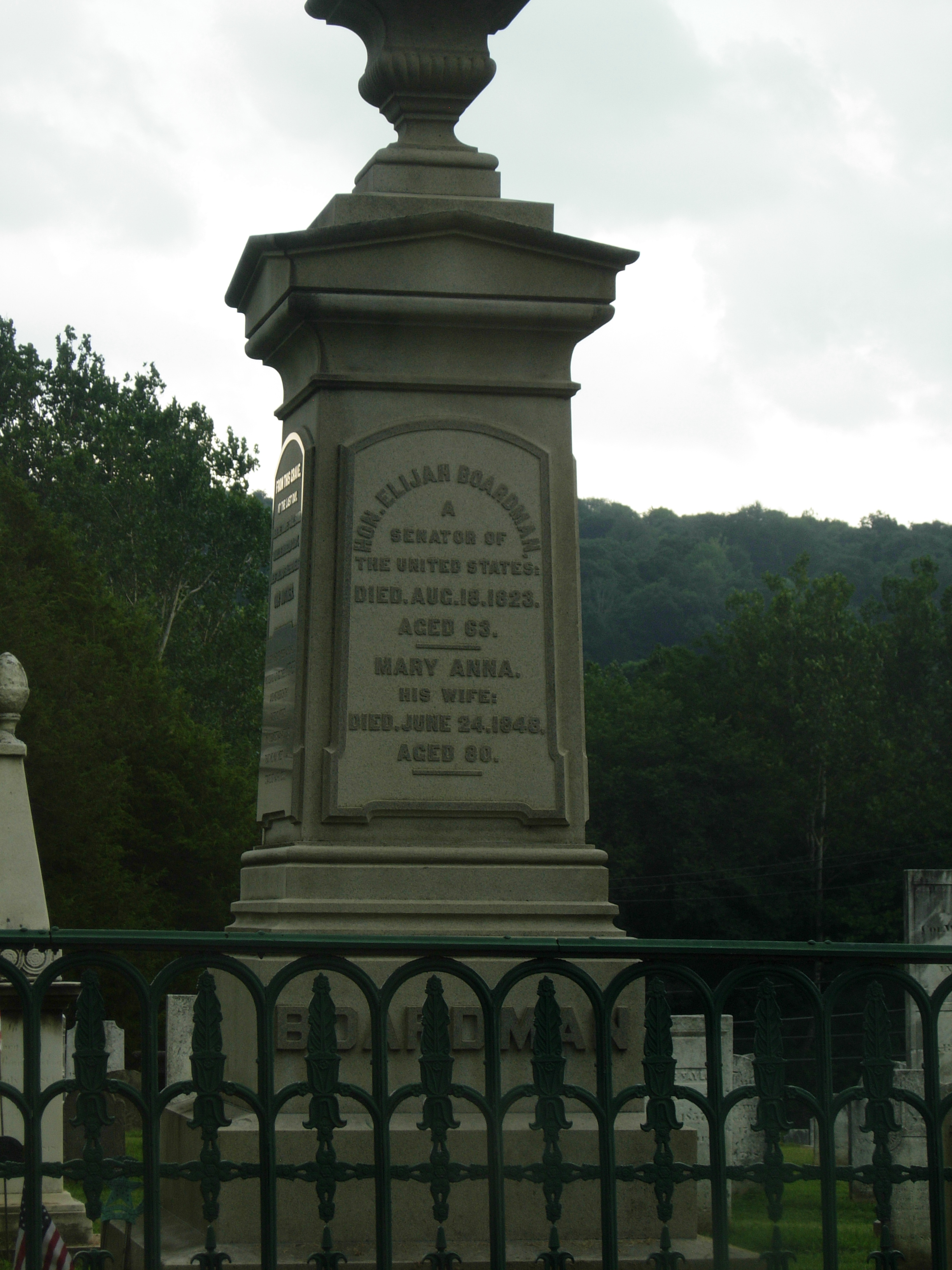
Elijah Boardmans gravsten i New Milford, Connecticut.

Boardman var ledamot av Connecticuts representanthus från 1803 till 1805 och återigen 1816, innan han blev ledamot av delstatens överhus från 1817 till 1819 och av senaten från 1819 till 1821. Han blev sedan amerikansk senator från den 4 mars 1821, då han bodde i Litchfield, Connecticut. Han efterträdde senatorn Samuel W. Dana. Han listas i Abridgment of the Debates of Congress, from 1789 to 1856 som närvarande vid senatens förhandlingar den 3 december 1821 i Washington, DC, i sällskap av Connecticuts andre senator James Lanman.

## De sista åren
Boardman tjänstgjorde i senaten i omkring två och ett halvt år, till dess han avled i augusti 1823 vid ett besök hos sin son i Boardman. Han ersattes som senator av Henry W. Edwards. Det har spekulerats om orsaken till hans död, men hans levnadstecknare och svärson John Frederick Schroeder (gift med Caroline Maria Boardman) knöt det i biografin till flera utbrott av kolera och feber som Boardman hade lidit av genom hela sitt liv, särskilt vid en resa i Rhode Island 1780, men även i Vermont och New Hampshire. Boardmans kollega från Connecticut, senator James Lanman, föreslog den 5 december 1823 i senaten att senatorerna skulle bära de vanliga sorgeutstyrslarna i en månad för att hedra Boardman. Boardmans kropp sändes till hans hem och han begravdes i New Milford. Han överlevdes av sin äldste son, senare själv politiker, William, och sin näst äldste son Henry Mason Boardman. Mabel Thorp Boardman, amerikansk filantrop, var hans sonsons dotter.